# Пежо тип 12
Пежо тип 12 (фр. Peugeot Type 12) је моторно возило произведено 1895. од стране француског произвођача аутомобила Пежо у њиховој фаубрици у Валантину. У тој години је произведено само 2 јединице.
Возило је покретао Дајмлеров четворотактни, двоцилиндрични мотор снаге 3,75 КС и запремине 1645 цц. Мотор је постављен позади и преко ланчаног преноса давао погон на задње точкове.
Међуосовинско растојање је 155 cm, а размак точкова 120 cm напред и 132 cm позади. Дужина возила је 275 cm, ширина 160 cm и висина 215 cm. Каросерија је у облику аутобуса, може да прими шест особа.